# Cirrus SR22
Cirrus SR22 je jednomotorni laki avion s četiri sjedala. Projektiran je i izrađuje se u američkoj zrakoplovnoj tvrtci Cirrus Design.  Avion je jača inačica Cirrusa SR20 s većim krilom, većim kapacitetom spremnika za gorivo i motorom od 310 KS (231 kW). Vrlo je popularan među kupcima novih zrakoplova te je zadnjih godina najbolje prodavan jednomotorni četverosjed u svijetu. Poput Cessne 400, ali za razliku od većine drugih visoko-sposobnih zrakoplova, SR22 ima fiksno neuvlačivo podvozje.
Zrakoplov je poznat i po svome padobranu u slučaju opasnosti koji je sposoban spustiti cijeli zrakoplov s putnicima na zemlju.

## Razvoj

### SR22 G3
2007. godine Cirrus Design prikazuje treću generaciju SR22 modela. Ova nadogradnja sadrži oko 700 promjena u dizajnu u odnosu na prethodnu G2 inačicu. Neke od većih promjena su: 
- krilo je s novim dizajnom lakše 23 kg,
- širi raspon centra težišta,
- povećan kapacitet goriva za 348 litara u integriranim spremnicima goriva u krilu,
- više podvozje za 51 mm,
- poziciona LED svjetla na vrhovima krila,
- preinačen sustav upravljanja,
- povećan "dihedral" krila (kut krila gledano u odnosu na bočnu os zrakoplova),
- poboljšana aerodinamička oplata spoja krila i trupa,
- poboljšan sustav zaštite krila od leda,
- učinkovitiji sustav ventilacije i hlađenja,
- uređaj za klimatizaciju (dostupan na modelu turbo).

### Turbo opcija
SR22 turbo koristi dva turbo-punjača i dva hladnjaka, što omogućuje letenje na većoj visini, brži i dalji let. Turbo instalacija je slična onoj na Mooney Acclaimu i Cessni 400. Klima uređaj je dostupan na turbo inačici ali on dodatno smanjuje korisni teret. Najveća visina leta ovog aviona je 7.600 m, a brzina krstarenja je 391 km/h dok mu je najveća brzina 406 km/h. To je 43 km/h sporije od Mooney Acclaima, najbržeg aviona u ovoj kategoriji (klipni motor s turbo-punjačem.)

### Glass cockpit
SR22 koji su izrađeni prije 2003. godine nisu bili opremljeni s "Avidyne Entegra" primarnim zaslonom leta, koji je standardna oprema na modelima SR22 kasnijih godina. Ipak, na starije zrakoplove PFD višefunkcijski zasloni mogu se ugraditi naknadno.
22. svibnja 2008. Cirrus Design i Garmin prikazali su novu vrstu pilotske kabine, poznat kao Garmin Perspective. Avidyne zasloni nakon toga postaju dio standardne opreme, dok se Perspective nudi kao opcija na SR22-GTS i SR22-GTS Turbo modelima.

### Let u uvjetima zaleđivanja
Završetak testiranja za let u uvjetima zaleđivanja tvrtka j objavila u siječnju 2009. Promjene u opremi su uključivale instalaciju većih spremnika za potrebni fluid i sustav za zaštitu na više područja zrakoplova. Ovu modifikaciju je FAA odobrila u travnju 2009. godine.

## Tehničke karakteristike (SR22-G3)
Osnovne karakteristike
- posada: 1 (pilot)
- kapacitet: 3 putnika
- dužina: 7,9 m
- raspon krila: 11,7 m
- visina: 2,6 m

Letne karakteristike
- najveća brzina: 372 km/h
- dolet: 1.852 km
- brzina penjanja: 7,1 m/s
- motor: 1 × Continental IO-550-N klipni motor
  - propeler: trokraki propeler stalne brzine

## Vanjske poveznice
- FAA Type Certificate Data Sheet (TCDS)  Arhivirana inačica izvorne stranice od 8. lipnja 2011. (Wayback Machine)
- Cirrus Design
- Western Michigan University's College of Aviation replaces most of its Cessna fleet through a contract with Cirrus
- Aircraft type club - Cirrus Owners and Pilots Association
- Tornado Alley Turbo, Inc